# Kreis Sternberg

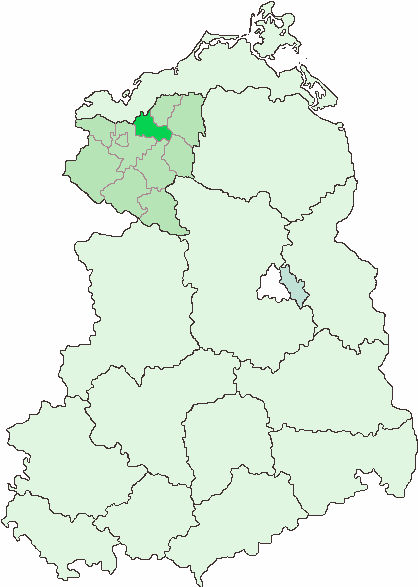
Lage des Kreises Sternberg
im Bezirk Schwerin

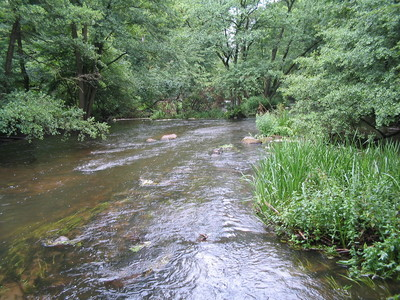
Warnow-Durchbruchstal bei Sternberg

Der Kreis Sternberg war ein Kreis im Bezirk Schwerin in der DDR. Ab dem 17. Mai 1990 bestand er als Landkreis Sternberg fort. Sein Gebiet gehört heute zu den Landkreisen Ludwigslust-Parchim und Nordwestmecklenburg in Mecklenburg-Vorpommern. Der Sitz der Kreisverwaltung befand sich in Sternberg.

## Geografie

### Lage
Das Kreisgebiet umfasste einen Großteil des jetzt Sternberger Seenlandschaft genannten Gebietes. Die Landschaft war von Seen, Wäldern (ein Viertel des Kreisgebietes) und Hügeln (bis 83 m ü. NN) sowie den beiden Flüssen Warnow und Mildenitz geprägt. Zu den größeren Seen im Kreis Sternberg zählten der Große Wariner See, der Groß Labenzer See, der Große Sternberger See und der Kleinpritzer See.

### Fläche und Einwohnerzahl
Die Fläche des Kreises betrug 493 km², das entsprach 5,7 % der Fläche des Bezirks Schwerin.
Die Einwohnerzahl betrug im Jahr 1985 etwa 23.300. Das waren 3,9 % der Einwohner des Bezirks. Die Bevölkerungsdichte belief sich auf 47 Einwohner je km².

### Nachbarkreise
Der kleinste Kreis im Bezirk Schwerin, was die Fläche und die Einwohnerzahl betraf, grenzte im Nordwesten an den Kreis Wismar-Land, im Westen und Südwesten an den Kreis Schwerin-Land, im Süden an den Kreis Parchim, im Südosten an den Kreis Lübz, im Osten an den Kreis Güstrow und im Nordosten an den Kreis Bützow.

## Geschichte
Der mecklenburgische Kreis Sternberg entstand bei der Auflösung der Länder am 25. Juli 1952 aus dem Südostteil des alten Landkreises Wismar und gehörte dem neu gebildeten Bezirk Schwerin an. Der Kreis kam am 3. Oktober 1990 in das neu gegründete Land Mecklenburg-Vorpommern innerhalb des Beitrittsgebietes zur Bundesrepublik Deutschland. Am 12. Juni 1994 wurde der Kreis (seit dem 17. Mai 1990 als Landkreis bezeichnet) aufgelöst und geteilt: der Großteil fiel an den Landkreis Parchim, die fünf Gemeinden Bibow, Groß Labenz, Jesendorf, Ventschow und Warin kamen an den neu gegründeten Landkreis Nordwestmecklenburg.

## Wirtschaft und Infrastruktur
Land- und Forstwirtschaft spielten die Hauptrolle im Kreis Sternberg, der Tourismus war dagegen von untergeordneter Bedeutung. Agrar-Großbetriebe waren in Warin und Sternberg ansässig, die industrielle Tierproduktion in Wilhelmshof und Kobrow (Schweinemast), in Borkow und Kuhlen (Rindermast) sowie in Warin (Fischzucht). In Dabel und Sternberg gab es holzverarbeitende Betriebe. Die Baustoffindustrie in Blankenberg und Ventschow nutzte die nahegelegenen Kies- und Tonvorkommen.
Dabel war NVA-Standort (u. a. 5. Artillerieregiment).
Die Hauptverkehrsachsen im Kreis waren die F 104 und die F 192, das Kreisgebiet mit den umliegenden größeren Städten verband. Die Hauptbahnlinie Schwerin-Rostock durchquerte den Kreis im Norden, in Blankenberg kreuzte die Nebenbahnlinie von Wismar über Warin, Brüel und Sternberg nach Goldberg.

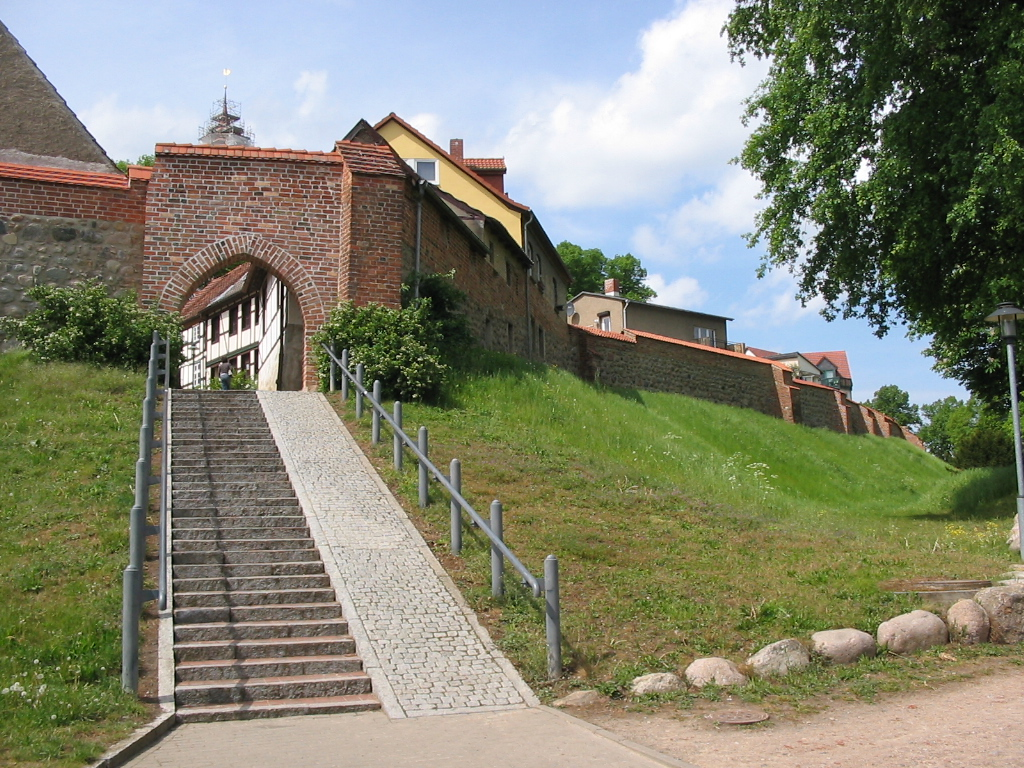
Stadtmauer um die Sternberger Altstadt
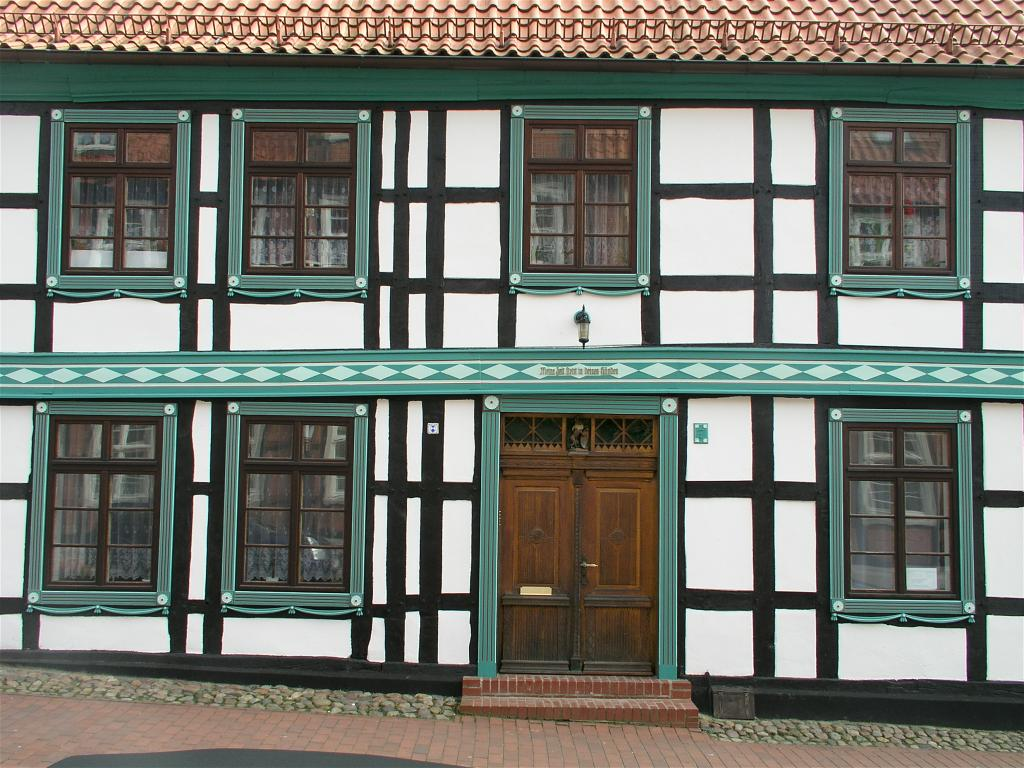
Fachwerkhaus in Sternberg
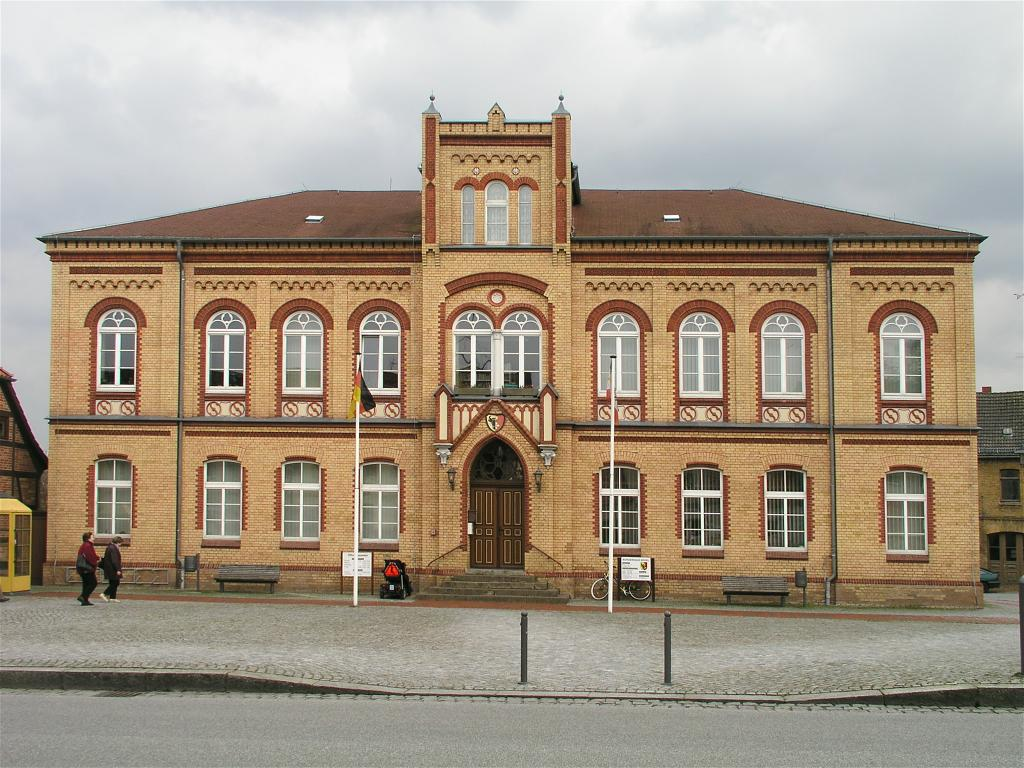
Rathaus in Brüel
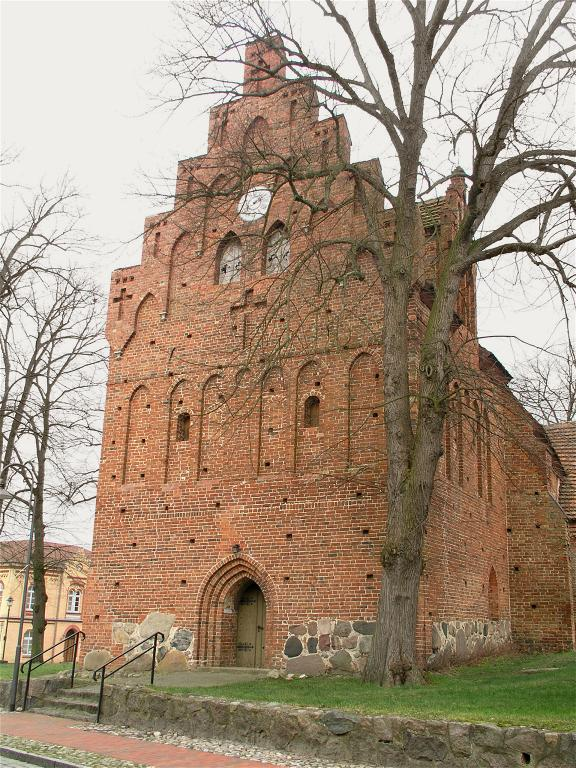
Kirche in Brüel

## Städte und Gemeinden
Der Landkreis Sternberg hatte am 3. Oktober 1990 21 Gemeinden, davon drei Städte:
| - Bibow - Blankenberg - Borkow - Brüel, Stadt - Dabel - Groß Görnow - Groß Labenz | - Hohen Pritz - Jesendorf - Kobrow - Kuhlen - Langen Jarchow - Mustin - Pastin | - Sternberg, Stadt - Ventschow - Warin, Stadt - Weitendorf b.Brüel - Wendorf - Witzin - Zahrensdorf |

Ehemalige Gemeinden
- Büschow, am 1. Juli 1961 zu Jesendorf
- Golchen, am 1. Januar 1974 zu Brüel
- Groß Raden, am 1. Januar 1970 zu Sternberg
- Gustävel, am 1. Januar 1957 zu Müsselmow
- Holzendorf, am 1. April 1973 zu Dabel
- Jülchendorf, am 1. Januar 1973 zu Weitendorf
- Kaarz, am 1. Juli 1961 zu Weitendorf
- Kukuk, am 1. Januar 1974 zu Hohen Pritz
- Mankmoos, am 1. September 1973 zu Warin
- Müsselmow, am 1. Juli 1972 zu Wendorf
- Neperstorf, am 1. Januar 1960 zu Jesendorf
- Neuhof, am 1. Januar 1978 zu Ventschow
- Nisbill, am 1. Januar 1957 zu Warin
- Sülten, am 1. Juli 1961 zu Weitendorf
- Thurow, am 1. Juli 1976 zu Brüel
- Wamckow, am 1. Juli 1961 zu Dabel
- Zaschendorf, am 1. Januar 1957 zu Kuhlen

## Kfz-Kennzeichen
Den Kraftfahrzeugen (mit Ausnahme der Motorräder) und Anhängern wurden von etwa 1974 bis Ende 1990 dreibuchstabige Unterscheidungszeichen, die mit dem Buchstabenpaar BU begannen, zugewiesen. Die letzte für Motorräder genutzte Kennzeichenserie war BT 77-01 bis BT 90-00.
Anfang 1991 erhielt der Landkreis das Unterscheidungszeichen STB. Es wurde bis zum 11. Juni 1994 ausgegeben. Seit dem 1. August 2013 ist es im Landkreis Ludwigslust-Parchim erhältlich. (Kennzeichenliberalisierung)